# Tạ Tỵ
Tạ Tỵ (1921 – 2004), tên thật là Tạ Văn Tỵ, là một họa sĩ và còn là một nhà thơ, nhà văn Việt Nam.

## Tiểu sử
Ông sinh ngày 3 tháng 5 năm 1921 (tức ngày 26 tháng 3 năm Tân Dậu) tại thủ đô Hà Nội. Nhưng trong giấy khai sinh của ông lại ghi là ngày 24 tháng 9 năm 1922, vì khai muộn mất một năm.
Từ khi còn là một sinh viên, Tạ Tỵ đã thành danh khá sớm. Năm 1941, nhờ nhận một giải thưởng tranh, ông được đến thăm kinh đô Huế.
Năm 1943, ông tốt nghiệp tại trường Cao đẳng Mỹ thuật Đông Dương. Và cũng năm này, bức tranh "Mùa Hè" của Tạ Tỵ đoạt một giải thưởng của Salon Unique.
Năm 1946, chiến tranh nổ ra giữa Việt Nam và Pháp, Tạ Tỵ cùng với nhiều họa sĩ Việt Nam khác, đã tham gia mặt trận Việt Minh chống Pháp và ông là người thầy dạy mỹ thuật đầu tiên trong Liên khu 3. Tác phẩm "Nhớ Hà Nội" năm 1947 (20 × 25 cm) được Tạ Tỵ vẽ trong giai đoạn này.
Tháng 5 năm 1950, Tạ Tỵ rời khỏi vùng kháng chiến để trở về Hà Nội. Ông viết cho một người bạn rằng "Cách suy nghĩ của tôi không hợp với kháng chiến sau mấy năm chung sống với họ".
Bắt đầu từ đầu thập niên 1950, ngoài tài vẽ chân dung hí họa, ông còn sáng tác trên nhiều lĩnh vực khác, như: truyện, thơ, kịch bản, bút ký...
Năm 1951, ông triển lãm 60 bức tranh tại Hà Nội.
Sau 1954, ông vào Nam và sống ở Sài Gòn. Ở đây ông đã phục vụ trong quân đội Việt Nam Cộng Hòa với cấp bậc sau cùng là trung tá trong Tổng cục Chiến tranh Chính trị.
Năm 1956, ông triển lãm hơn 60 bức tranh đầu tiên tại Sài Gòn. Năm 1961, ông triển lãm lần thứ hai 60 bức tranh lập thể và trừu tượng cũng ở nơi đó.
Năm 1975, sau thời gian học tập cải tạo, ông cùng vợ con vượt biển đến Malaysia và định cư tại Hoa Kỳ.
Trong thời gian sống tại nước ngoài, ông lại tiếp tục sáng tác. Năm 2003 sau khi vợ ông qua đời tại Hoa Kỳ, ông quyết định trở về Việt Nam với ước vọng sống những ngày cuối cùng ở quê hương mình.
Vào 10 giờ sáng 24 tháng 8 năm 2004 (mùng 9 tháng 7 năm Giáp Thân), Tạ Tỵ đã từ trần tại nhà riêng số 18/8 đường Phan Văn Trị, Quận 5, Thành phố Hồ Chí Minh, sau một cơn bệnh kéo dài do tuổi già, hưởng thọ 83 tuổi.

## Tác phẩm

### Hội họa

Bức tranh "Đàn bà", tác phẩm tiêu biểu thời kỳ Lập Thể của Tạ Tỵ, 1951

- Năm 1951: triển lãm 60 bức tranh tại Hà Nội.
- Năm 1956: cuộc triển lãm hơn 60 bức tranh đầu tiên tại Sài Gòn.
- Năm 1961: Cuộc triển lãm lần thứ hai 60 bức tranh lập thể và trừu tượng ở Sài Gòn.

Tác phẩm của ông được trưng bày tại nhiều bảo tàng viện nghệ thuật quốc tế ở Tokyo, San Francisco, New York và Paris

### Văn chương
- Những Viên Sỏi (tập truyện), Nhà xuất bản Nam Chi Tùng Thư 1962
- Yêu Và Thù (tập truyện), Nhà xuất bản Phạm Quang Khai 1970
- Mười Khuôn Mặt Văn Nghệ (nhận định văn học), Nhà xuất bản Nam Chi Tùng Thư 1970
- Phạm Duy Còn Đó Nỗi Buồn, Nhà xuất bản Văn Sử Học 1971
- Cho Cuộc Đời (thơ), Nhà xuất bản Khai Phóng 1971
- Mười Khuôn Mặt Văn Nghệ Hôm Nay (Nhận định văn học), Nhà xuất bản Lá Bối 1972
- Bao Giờ (tập truyện), Nhà xuất bản Gìn Vàng Gởi Ngọc 1972
- Ý Nghĩ (tạp văn), Nhà xuất bản Khai Phóng 1974
- Đáy Địa Ngục (hồi ký), Nhà xuất bản Thằng Mõ 1985
- Những Khuôn Mặt Văn Nghệ - Đã Đi Qua Đời Tôi (hồi ký), Nhà xuất bản Thằng Mõ 1990
- Xóm Nhà Tôi (tập truyện), Nhà xuất bản Xuân Thu 1992

## Nhận xét
Tạ Tỵ là một nghệ sĩ đa tài. Ban đầu ông có vẽ sơn mài, cùng thời kỳ với những họa sĩ như Nguyễn Gia Trí, Lê Phổ, Nguyễn Tư Nghiêm... Nhưng ông được biết đến nhiều hơn cả khi đi theo trường phái tranh lập thể. Theo họa sĩ Trịnh Cung, Tạ Tỵ là người gắn bó và đi đầu trong phong cách hội họa lập thể ở Việt Nam từ thập niên 1940 đến 1960. Sang thập niên 1970, ông chuyển sang phong cách trừu tượng.
Tuy sống trong thời kì hai miền Việt Nam chia cắt, nhưng người ta không tìm thấy bóng dáng chiến tranh trong hội họa Tạ Tỵ. Một mảng tranh được công chúng biết đến nhiều là những bức ký họa do Tạ Tỵ vẽ về những nghệ sĩ mà ông quen biết. Những bức chân dung các nghệ sĩ như Phạm Duy, Phạm Đình Chương, Đái Đức Tuấn, Vũ Hoàng Chương, Trịnh Công Sơn... có thể tìm thấy nhiều trên sách báo miền Nam Việt Nam trước 1975 và được giới nghệ sĩ đánh giá cao.
Ngoài hội họa, ông còn nổi tiếng trên nhiều lĩnh vực sáng tác: truyện, thơ, kịch bản, bút ký... Trong hơn nửa thế kỷ sáng tác, Tạ Tỵ đã để lại nhiều tác phẩm với các thể loại khác nhau.
Đề tựa cho tuyển tập truyện ngắn Những Viên Sỏi của Tạ Tỵ xuất bản lần đầu tiên, Nhà văn Nguyễn Hoạt viết: "Tôi nhận thấy trong con người Tạ Tỵ cũng như trong tác phẩm văn chương của anh, cái đáng yêu nhất, đáng quý nhất vẫn là 'Tình Thương' chân thành, một 'Tình Thương' do sự khích động qua xúc cảm mà bật ra, chứ không phải là một thứ văn chương hời hợt, giả tạo."

## Tranh Tạ Tỵ
Năm 1951, Tạ Tỵ triển lãm tranh tại Hà Nội, có lẽ bức tranh sơn dầu mang tên Cô Đơn (67 x 54.5 cm) đã có mặt.(xem ảnh) 
Bức tranh Cô Đơn được nhà Sotheby đấu giá hồi tháng 4 năm 2000, và bán được với giá khá cao: 19.550 Singapore dollars.
Trong catalogue của Sotheby đã nhận xét bức tranh:
"Đây là một trong những tác phẩm tiêu biểu của thời kỳ Lập Thể của Tạ Tỵ. Tác giả sử dụng tài tình những màu sắc mạnh mẽ, đặt nhân vật ngay vào ngay trung tâm bức tranh, những hình thể kỹ hà, chẳng hạn như việc xử lý mái tóc không tuân theo luật đăng đối, đường nét mạnh bạo của chiếc cổ và sự sắp xếp của khăn quàng thành những mặt cắt của một hình kim cương… tất cả bố cục này tạo thành một bức tranh Lập Thể độc đáo."
Vào đầu thập niên 1960, Tạ Tỵ vẽ một loạt 50 chân dung của các nhân vật văn nghệ miền Nam Việt Nam. 
Đây là loạt tranh chân dung đầu tiên thể hiện những cá nhân độc đáo, trong một phong cách đặc biệt. Sự phối hợp truyền thần và phong cách Lập thể, những mảng màu tương phản gắt gao cắt nhau, nhằm bộc lộ cá tính và nghề nghiệp của nhân vật.
Như bức tranh Chân dung Vi Huyền Đắc là một ví dụ. Vi Huyền Đắc vừa là nhà ngôn ngữ học, tự vị học và nhà viết kịch. Nhưng nơi con người có nhiều khả năng này, Tạ Tỵ đã chọn "nhà viết kịch" để thể hiện Vi Huyền Đắc: chân dung được trình bày bên cạnh bức màn sân khấu đỏ rực, cứ như Vi Huyền Đắc đang ở bên cánh gà.
Bức Mùa hè đỏ lửa (1972, 350 x 170 cm), khi Tạ Tỵ trở về Việt Nam, bức tranh được đổi tên Cất Cánh, vẽ theo phong cách trừu tượng, được treo ở Bảo tàng Mỹ thuật Thành phố Hồ Chí Minh từ năm 1998. Đây là bức tranh sơn dầu lớn nhất trong bộ sưu tập của nhà bảo tàng này.

## Thơ Tạ Tỵ
| Thương về năm cửa Ô xưa Tôi đứng bên này vỹ tuyến Thương về năm cửa Ô xưa Quan Chưởng đêm tàn dẫn lối Đê cao hun hút chợ Dừa Cầu Rền mưa dầm lầy lội Gió về đã buốt lòng chưa? Yên Phụ đôi bờ sóng vỗ Nhị Hà lấp lánh sao thưa Cầu Giấy đường hoa phượng vĩ Nhớ nhung biết mấy cho vừa... Cửa Ô ơi, cửa Ô Năm ngả đường đất nước Trôi từ vạn nẻo sông hồ Nắng mưa bốn hướng đổ vào lòng Hà Nội Gục đầu nhớ tiếng võng đưa!... Có biết chăng ai, mái tóc bồng bềnh chảy xuôi ý đẹp Có nhớ chăng ai, lệ nào ướt đẫm tình người Tê tái tiếng cười Từng cánh hoa đời khép lại Thương về năm cửa Ô xưa!... | Câu chuyện ngày xưa (Trích) ...Một buổi em đi mười chín Lấy chồng Kinh Bắc xa xôi. Đồi núi chập chùng mở hội, Gió về se lạnh lòng tôi. Gác nhỏ giã từ tưởng vọng Mưa về quằn quại tiếc thương Đâu giấc mơ tình dằng dặc? Nhìn qua ô cửa mười phương... ...Em lại trở về buồng cũ Bên chồng ôm ấp con thơ. Tôi lại trở về gác nhỏ, Nhìn em như chẳng bao giờ. Nhưng thôi còn đâu buổi ấy Tôi ngồi dằn bút lòng đau. Gác cũ trơ vơ gạch ngói, Kinh thành tang tóc lên màu. Phố nhỏ nằm trơ nắng rãi Bóng nghiêng cây đổ đường dài. Lớp lớp nhà xiêu bụi trắng, Mùa thu tím sắc lòng ai? Em có về đây một buổi Tôi chờ đã héo màu hoa. Năm tháng phai xanh tàn tạ, Hờ ơi, thuở ấy đâu mà ?... (Hà Nội, 1952) |